# Tainá e os Guardiões da Amazônia
Tainá e os Guardiões da Amazônia  é uma série de animação brasileira, em CGI 3D, produzida pela Sincrocine Produções em coprodução com o grupo estadunidense ViacomCBS e o estúdio de animação Hype Animation. A série foi desenvolvida com o patrocínio da RioFilme e do BNDES. 
Baseada na trilogia de filmes Tainá, iniciada com Tainá - Uma Aventura na Amazônia, a primeira temporada da série, dirigida por André Forni, fez uma pré-estreia na Nickelodeon e Nick Jr no dia 16 de dezembro de 2018, às 19h, com dois episódios. A animação irá fazer sua estreia oficial em 5 de janeiro, e na Nick Jr. em fevereiro com 26 episódios de 11 minutos cada.Em dezembro de 2019, a série estreou no bloco Verão Animado da Band, em abril de 2020, a série estrelou no catálogo infantil da Netflix. Posteriormente foi exibido na TV Brasil, e atualmente é exibido na TV Cultura.  Em Portugal, a série estreou no canal JimJam em 15 de março de 2021 com dobragem portuguesa.
Em 2020, a série ganhou o prêmio de melhor série ibero-americana no Prêmios Quirino; e ficou em terceiro lugar no prêmio "Séries Animadas Latinoamericanas", no Chile Monos 2020. 
Em 2024, a segunda temporada da série, dirigida por Natália Freitas, estreou na Nickelodeon e Nick Jr.

## Sinopse
Tainá, o macaco-prego Catu, o urubu-rei Pepe e a pequena ouriça Suri, vão viver divertidas aventuras enquanto exploram e aprendem mais sobre a maior floresta tropical do mundo e sua extraordinária diversidade. A série pretende estimular nas crianças o respeito à diversidade, às diferenças culturais, suas habilidades e limitações, trazendo uma mensagem de respeito, amizade e cuidado com a natureza em cada episódio.

## Episódios
| 1ª Temporada | 01 | Cada Um               |  | 2ª Temporada | 01 | O Silêncio de Barsh           |
| 1ª Temporada | 02 | Monstro da Noite      |  | 2ª Temporada | 02 | Todo Mundo Colabora           |
| 1ª Temporada | 03 | Boca Cheia de Dentes  |  | 2ª Temporada | 03 | A Maior Enganação             |
| 1ª Temporada | 04 | Dona Cotia            |  | 2ª Temporada | 04 | O Ladrão de Frutas            |
| 1ª Temporada | 05 | Sapo Encantado        |  | 2ª Temporada | 05 | Escavando!                    |
| 1ª Temporada | 06 | Ai, Que Preguiça!     |  | 2ª Temporada | 06 | A Natureza sabe o que faz     |
| 1ª Temporada | 07 | Beto, o Boto          |  | 2ª Temporada | 07 | Árvore é Vida                 |
| 1ª Temporada | 08 | Juju, a Ararinha Azul |  | 2ª Temporada | 08 | Sai da Toca                   |
| 1ª Temporada | 09 | Belmiro é Chocante    |  | 2ª Temporada | 09 | Amigo Imaginário              |
| 1ª Temporada | 10 | Queixadas             |  | 2ª Temporada | 10 | O Concurso de Torta           |
| 1ª Temporada | 11 | O Canto dos Uirapurus |  | 2ª Temporada | 11 | Fique Atento                  |
| 1ª Temporada | 12 | Urubuzada             |  | 2ª Temporada | 12 | Exercício para entrar na onda |
| 1ª Temporada | 13 | Que Fome, Sofia!      |  | 2ª Temporada | 13 | Tudo muda com o tempo         |
| 1ª Temporada | 14 | Pedroangelo Pica-pau  |  | 2ª Temporada | 14 | Ensaio Geral                  |
| 1ª Temporada | 15 | Tainá tá uma Onça     |  | 2ª Temporada | 15 | Amigos nem tão secretos       |
| 1ª Temporada | 16 | O Gambá Medroso       |  | 2ª Temporada | 16 | De Olho no Pérsio             |
| 1ª Temporada | 17 | Tamanduá Maluco       |  | 2ª Temporada | 17 | Queixadas não se queixam      |
| 1ª Temporada | 18 | Não vou Tomar Banho   |  | 2ª Temporada | 18 | O Mistério do Tucano          |
| 1ª Temporada | 19 | História de Peixe Boi |  |              |    |                               |
| 1ª Temporada | 20 | Jaguatirica           |  |              |    |                               |
| 1ª Temporada | 21 | Capivara Entediada    |  |              |    |                               |
| 1ª Temporada | 22 | Quem Grita Mais Alto  |  |              |    |                               |
| 1ª Temporada | 23 | Mauro, o Morcego      |  |              |    |                               |
| 1ª Temporada | 24 | Bebê Piranha          |  |              |    |                               |
| 1ª Temporada | 25 | A Banda da Mata       |  |              |    |                               |
| 1ª Temporada | 26 | Lembrar é bom         |  |              |    |                               |